# Varga Zoltán (politikus, 1962)
Varga Zoltán (Debrecen, 1962. december 3. – ) magyar politológus, politikus; 2020. február 17. óta a Demokratikus Koalíció országgyűlési képviselője.

## Családja
Házas, 2 gyermek édesapja.

## Életrajza

### Tanulmányai
1977 és 1981 között a debreceni Tóth Árpád Gimnáziumban tanult. 2005 és 2009 között a Miskolci Egyetem Bölcsészettudományi Karának politológia alapszakán (BSc) tanult.

### Politikai pályafutása
2010-ben kilépett a Magyar Szocialista Pártból. 2014 óta tagja a Demokratikus Koalíciónak.
2006 és 2020 között önkormányzati képviselő Debrecenben. 2019 és 2020 között a Debreceni Önkormányzat Pénzügyi Bizottságának az elnöke. 2006 és 2010 között a Magyar Szocialista Párt támogatásával, 2010 és 2014 között függetlenként, majd 2014 és 2020 között a Demokratikus Koalíció támogatásával.
2020. február 17. óta a Demokratikus Koalíció országgyűlési képviselője. 2020. február 17. óta az Országgyűlés Népjóléti bizottságának a tagja.
A 2021-es magyarországi ellenzéki előválasztáson a DK Debrecenben, a Hajdú-Bihar megyei 1. sz. országgyűlési egyéni választókerületben indította, amit Varga Zoltán meg is nyert, de a 2022-es magyarországi országgyűlési választáson veszített Kósa Lajossal szemben. Az Egységben Magyarországért listájának 18. helyéről jutott a parlamentbe.